# Z (película)
Z es una película franco-argelina de 1969, dirigida por Costa-Gavras y protagonizada por Yves Montand, Jean-Louis Trintignant, Irene Papas y Jacques Perrin en los papeles principales. El guion está basado en la novela homónima del escritor Vasilis Vasilicós.
Fue candidata a varios premios internacionales; destacan sus dos premios del Festival de Cannes de 1969: al mejor actor (Jean-Louis Trintignant) y el Premio del Jurado al mejor director. Recibió el Premio NYFCC de 1969 al mejor director, el Premio BAFTA de 1970 a la mejor música para filme (Mikis Theodorakis), el Premio Edgar de 1970 al mejor filme y el Globo de Oro de 1970 a la mejor película en lengua extranjera (Argelia). Tuvo cinco candidaturas a la 42.ª edición de los Premios Óscar (1969), incluso la de mejor película; fue la segunda de habla no inglesa desde la francesa La gran ilusión (11.ª edición, 1939). Z es la primera película que tuvo las dos candidaturas de las categorías de mejor película y mejor película extranjera, y obtuvo dos premios Óscar en las de mejor montaje (Françoise Bonnot) y mejor filme extranjero (Argelia).

## Argumento

### Resumen
La historia comienza con una conferencia en una ciudad (identificada en la novela con Salónica, aunque no se menciona en la cinta). El evento se cierra con la explicación que realiza el general (Pierre Dux), jefe de Seguridad del Gobierno de derecha, sobre las medidas para combatir a la izquierda. Menciona que esa tarde se va a celebrar una reunión de los opositores, liderados por el diputado y doctor en medicina «Z» (en la realidad, el político Grigoris Lambrakis), y que, si bien no van a prohibir la charla, tampoco harán nada por evitar una contramanifestación derechista.
Un abogado de la oposición organiza los preparativos para la llegada del diputado Z (Yves Montand), que pronunciará un discurso en el mitin de oposición al Gobierno. Todo ello en difíciles condiciones, debido al sabotaje preparado por los militares. En efecto, se encuentra con que la sala arrendada no está disponible; el dueño exige una autorización por escrito. Otros locales se ven limitados por normas absurdas e inspecciones tras las cuales está la mano del Gobierno.
La esposa de uno de los comisionados telefonea al grupo de Z para advertirles que un hombre ha tenido noticia de que se prepara un atentado mortal contra el médico y líder opositor.
Z llega a la ciudad, desoye las amenazas e insiste en dar la conferencia. En el exterior del único local que han podido obtener, se concentran partidarios y opositores de Z junto a la Policía. La tensión es evidente. Después del discurso, el diputado Z, al cruzar la calle, es golpeado en la cabeza por un matón de una banda paramilitar, Vago (Marcel Bozzuffi), montado en un vehículo de reparto conducido por Yago (Renato Salvatori). El golpe resulta mortal; en la posterior investigación policial, aparecen testigos manipulados por la policía, que cierra el asunto dando por sentado que el doctor Z había sido atropellado por un conductor ebrio. Otro diputado, Georges Pirou, es agredido por un militante de ultraderecha.
Pero el juez de instrucción (Jean-Louis Trintignant) y un periodista gráfico (Jacques Perrin) investigan en el hospital donde había fallecido el diputado Z. Allí descubren suficiente información que involucra no solo a los dos matones miembros de la organización ultraderechista CROC (Combatientes Realistas del Occidente Cristiano), sino también a cuatro oficiales de alto rango de la Policía, entre ellos el general jefe de Seguridad. La información es comunicada a Helena, la viuda del diputado (Irène Papas). Por su parte, y con ayuda del joven periodista, Pirou reconoce a su agresor, que pasa a ser detenido e interrogado.

### Final
Sin embargo, pese a todo lo que se descubre —y por ello—, el espectador averigua en un rápido epílogo que:
- el juez de instrucción es apartado del caso,
- los testigos mueren en circunstancias extrañas,
- los paramilitares culpables del asesinato son sentenciados a penas muy cortas,
- los policías sólo reciben reprensiones administrativas,
- los colaboradores del diputado Z son asesinados o deportados, y
- el periodista gráfico es enviado a prisión acusado de revelar documentos oficiales.

Un golpe de Estado pone fin a la dictadura encubierta para dar paso a un Gobierno militar represivo de las libertades personales.

## Comentarios
La película presenta de una forma ficticia los hechos que rodearon el asesinato del político demócrata griego Grigoris Lambrakis en 1963. Con su visión satírica de la política griega, su oscuro sentido del humor y su escalofriante final, es un grito contra la dictadura militar que dominaba Grecia. No se menciona de manera expresa al país heleno, sino mediante referencias indirectas (carteles publicitarios de la compañía aérea Olympic o de la cerveza Fix Hellas). Los nombres de los personajes de la novela, inequívocos griegos, son apenas modificados: Yangos, Vangos o Nikita se transforman en Yago, Vago y Nick. Nunca se explica la locación, pero ciertos detalles indican que se sitúa en Salónica, en los primeros años de la década de 1960. El rodaje se realizó en Argel, cuya estructura urbana podía asemejarse a la de una griega.
Jean-Louis Trintignant actúa el papel del magistrado encargado de la investigación Christos Sartzetakis. Jacques Perrin, quien también coprodujo la película, tiene un papel clave como el periodista gráfico que acelera la acción judicial con sus informaciones. Aunque tienen la consideración de protagonistas por su reconocimiento internacional, Yves Montand e Irène Papas tienen pequeños papeles en la película.
La banda sonora de la película fue realizada por el cantante y compositor griego Mikis Theodorakis.
En los créditos de apertura se pasa la siguiente cláusula de descargo de responsabilidad (traducida del francés): «Cualquier parecido con hechos reales, y personas vivas o muertas, no es accidental. Es INTENCIONADO».
En los créditos de cierre, en lugar de mostrar el reparto y el equipo de rodaje, se muestran las prohibiciones hechas por la Junta Militar: los movimientos pacifistas, el derecho a huelga, los sindicatos, el pelo largo en los varones, los Beatles, cualquier otra música moderna y popular, Sófocles, Lev Tolstói, Esquilo, escribir que Sócrates era homosexual, Eugène Ionesco, Jean-Paul Sartre, Antón Chéjov, Mark Twain, Samuel Beckett, la sociología, las enciclopedias y la libertad de prensa. También prohibía la letra Z, que aparece garabateada en la última imagen de la película como un recordatorio simbólico de que «el espíritu de la resistencia vive» (en griego clásico: ζει, 'vive').

## Reparto
| Actor                  | Personaje              | Descripción                                                           | Notas        |
| ---------------------- | ---------------------- | --------------------------------------------------------------------- | ------------ |
| Yves Montand           | Z (Grigoris Lambrakis) | Médico y líder del partido de la oposición                            |              |
| Jean-Louis Trintignant | Juez de instrucción    |                                                                       |              |
| Irène Papas            | Hélène Lambrakis       | Esposa de Lambrakis                                                   |              |
| François Périer        | Procurador             |                                                                       |              |
| Jacques Perrin         | Periodista gráfico     |                                                                       |              |
| Charles Denner         | Manuel                 | Abogado del partido de Lambrakis                                      |              |
| Pierre Dux             | Gral. de policía       |                                                                       |              |
| Georges Géret          | Nick                   | Fabricante de ataúdes                                                 |              |
| Bernard Fresson        | Matt                   | Secretario del partido de Lambrakis                                   |              |
| Marcel Bozzuffi        | Vago                   | Miembro de los CROC y asesino del diputado Lambrakis                  |              |
| Julien Guiomar         | Cnel. de policía       |                                                                       |              |
| Renato Salvatori       | Yago                   | Conductor del motocarro, miembro de los CROC                          |              |
| Maurice Baquet         | Mason                  | Simpatizante del partido de Lambrakis                                 |              |
| Sid Ahmed Agoumi       | Chofer del General     |                                                                       |              |
| Hassan Hassani         | Agente de policía      | Detiene a Yago                                                        |              |
| Gérard Darrieu         | Barón                  | Líder del CROC y enemigo de Lambrakis                                 |              |
| Jean Bouise            | Georges Pirou          | Diputado del partido de Lambrakis                                     |              |
| Jean Pierre Miquel     | Pierre                 | Abogado del partido de Lambrakis;                                     |              |
| Van Doude              | Director del hospital  |                                                                       |              |
| Jean Dasté             | Ilya Coste             | Transportista y testigo de los hechos                                 |              |
| Jean François Gobbi    | Jimmy, el Boxeador     | Vendedor callejero y miembro de los CROC                              |              |
| Guy Mairesse           | Dumas                  | Descargador del puerto que pone al periodista sobre la pista del CROC |              |
| José Artur             | Redactor del periódico |                                                                       | Sin créditos |
| Georges Rouquier       | Procurador general     |                                                                       | Sin créditos |
| Gabriel Jabbour        | Bozzini                | Ayudante del juez de instrucción                                      | Sin créditos |
| Raoul Coutard          | Cirujano               | Inglés que interviene a Z.                                            | Sin créditos |

## Candidaturas
Z fue candidata a varios premios, incluyendo el Premio Óscar a la mejor película, y el premio Globo de Oro a la mejor película en lengua no inglesa.

### Premios
| Premio                                 | Categoría                          | Candidatos                     | Resultado  |
| -------------------------------------- | ---------------------------------- | ------------------------------ | ---------- |
| Premios Óscar                          | Mejor película                     | Jacques Perrin y Ahmed Rachedi | Candidata  |
| Premios Óscar                          | Mejor director                     | Costa-Gavras                   | Candidato  |
| Premios Óscar                          | Mejor guion adaptado               | Costa-Gavras y Jorge Semprún   | Candidatos |
| Premios Óscar                          | Mejor montaje                      | Françoise Bonnot               | Ganadora   |
| Premios Óscar                          | Mejor película extranjera          | Z (Argelia)                    | Ganadora   |
| Premios Globo de Oro                   | Mejor película de habla no inglesa | Z (Argelia)                    | Ganadora   |
| Premios BAFTA                          |                                    |                                |            |
| Mejor película                         | Costa-Gavras                       | Candidato                      |            |
| Mejor guion adaptado                   | Costa-Gavras y Jorge Semprún       | Candidato                      |            |
| Mejor montaje                          | Françoise Bonnot                   | Candidato                      |            |
| Mejor música                           | Mikis Theodorakis                  | Ganador                        |            |
| UN Award                               |                                    | Candidata                      |            |
| Festival de Cannes                     |                                    |                                |            |
| Palma de Oro                           | Costa-Gavras                       | Candidato                      |            |
| Premio del Jurado                      | Costa-Gavras                       | Ganador                        |            |
| Mejor actor                            | Jean-Louis Trintignant             | Ganador                        |            |
| Premios del Sindicato de Directores    | Mejor director                     | Costa-Gavras                   | Candidato  |
| New York Film Critics Circle Awards    | Mejor película                     | Costa-Gavras                   | Candidato  |
| New York Film Critics Circle Awards    | Mejor director                     | Costa-Gavras                   | Candidato  |
| National Society of Film Critics       | Mejor película                     | Z                              | Ganadora   |
| National Society of Film Critics       | Mejor director                     | Costa-Gavras                   | Candidato  |
| National Society of Film Critics       | Mejor guion                        | Costa-Gavras y Jorge Semprún   | Candidatos |
| Kansas City Film Critics Circle Awards | Mejor película extranjera          | Z                              | Ganadora   |
| Nastro d'Argento                       | Mejor director extranjero          | Costa-Gavras                   | Candidato  |
| Premio Edgar                           | Mejor película                     | Costa-Gavras                   | Ganadora   |

## Taquilla
Z es una de las películas de habla no inglesa con más entradas vendidas en Estados Unidos, con más 100 millones de dólares estados (ajustados a 2020).